# Помаретто
Помаретто (італ. Pomaretto, п'єм. Pomaret) — муніципалітет в Італії, у регіоні П'ємонт,  метрополійне місто Турин.
Помаретто розташоване на відстані близько 550 км на північний захід від Рима, 45 км на захід від Турина.
Населення — 1041 особа (2014).

## Демографія
Населення за роками:

Станом на 1 січня 2023 року в муніципалітеті офіційно проживало 57 іноземців з 11 країн, серед них 30 громадян країн Євросоюзу.

## Сусідні муніципалітети
- Інверсо-Пінаска
- Пероза-Арджентіна
- Перреро
- Прамолло